# Факультет компьютерных наук ВШЭ
Факультет компьютерных наук (ФКН) — научно-учебное подразделение НИУ ВШЭ, созданное в 2014 году при поддержке компании «Яндекс». На факультете существуют шесть программ бакалавриата и 15 программ магистратуры, а также аспирантская школа, открыты 17 научных лабораторий, из них шесть — международные. Одна из лабораторий факультета, научно-учебная лаборатория методов анализа больших данных, является участником эксперимента LHCb в CERN. Факультет пользуется популярностью у победителей олимпиад: так, в 2023 году на ФКН поступили 93 призера и победителя Всероссийской олимпиады школьников.
Студенты факультета компьютерных наук стали чемпионами мира по программированию на 47-м финале Международной студенческой олимпиады по программированию ICPC, а также завоевали золотые медали на 46-м финале. Это лучший результат среди российских вузов.
У ФКН 13 грантов Российского научного фонда. В 2021 году на базе факультета компьютерных наук был создан Исследовательский центр в сфере искусственного интеллекта НИУ ВШЭ.
ФКН — первый факультет НИУ ВШЭ, у которого есть собственный попечительский совет и эндаумент фонд. В состав попечительского совета входят представители Яндекса, 1С и Сбера.

## История
Факультет компьютерных наук был создан 2014 году по инициативе генерального директора Яндекса Аркадия Воложа и ректора НИУ ВШЭ Ярослава Кузьминова. До этого с 2011 года на отделении прикладной математики и информатики НИУ ВШЭ существовала базовая кафедра Яндекса. В 2014 году отделение прикладной математики и информатики вошло в состав ФКН. Первым деканом факультета стал Иван Аржанцев, ранее руководивший образовательными проектами Яндекса.

## Структура ФКН

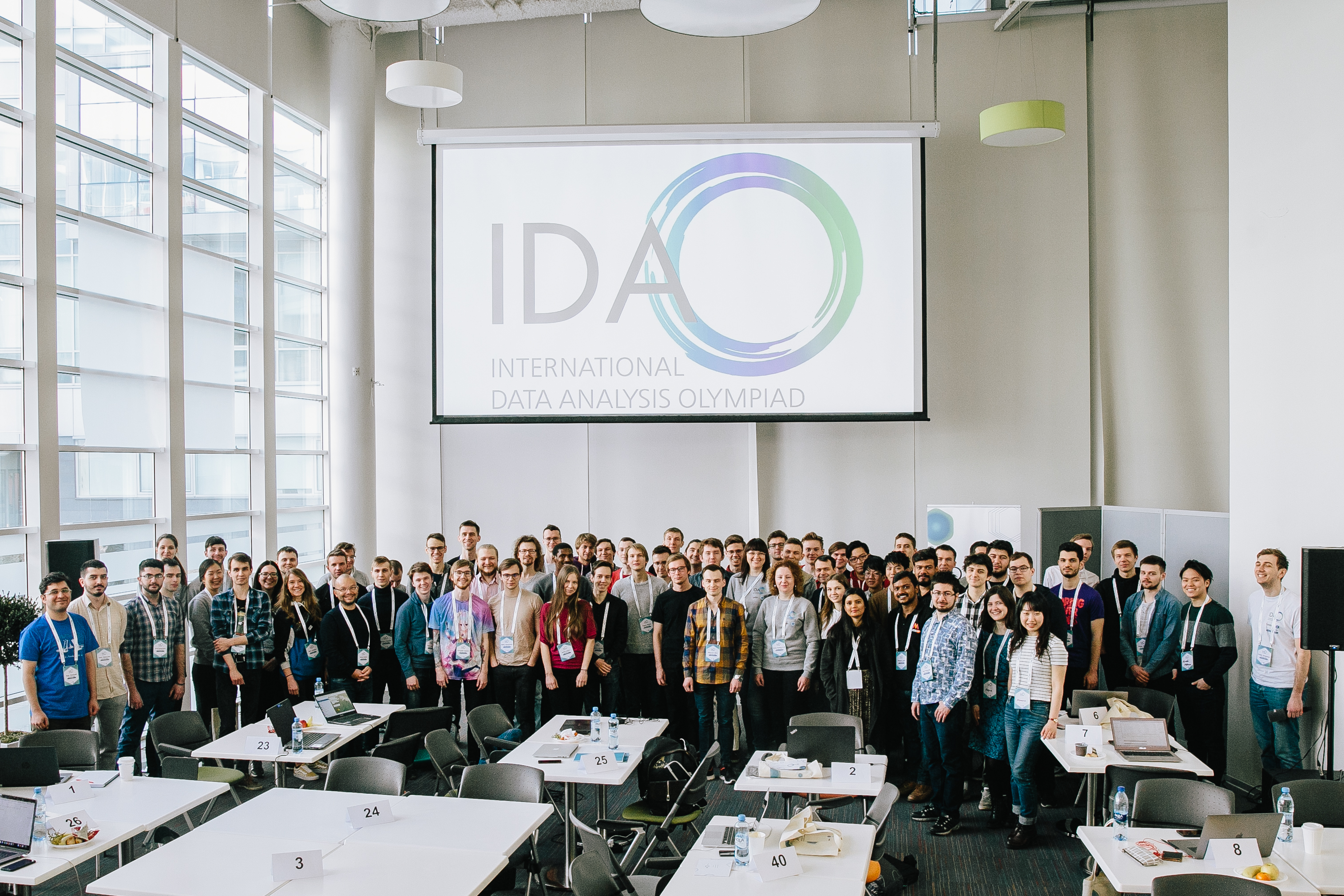
Международная олимпиада по анализу данных (IDAO), 2019 год. Проводится с 2017 года при поддержке Яндекса.

Основным направлениям научной и образовательной деятельности ФКН соответствуют три департамента:
- Департамент анализа данных и искусственного интеллекта;
- Департамент больших данных и информационного поиска;
- Департамент программной инженерии.

Совместно с организациями-партнерами на ФКН открыты следующие базовые кафедры:
- Яндекс;
- 1С;
- Т-Банк;
- ПАО Сбербанк;
- МТС;
- Кафедра «Системное программирование» ИСП РАН;
- Кафедра «Интеллектуальные технологии системного анализа и управления» федерального исследовательского центра «Информатика и управление» РАН;
- Кафедра МИАН на базе Математического института им. В.А. Стеклова РАН;
- Кафедра технологий моделирования сложных систем ИППИ РАН.

## Деятельность

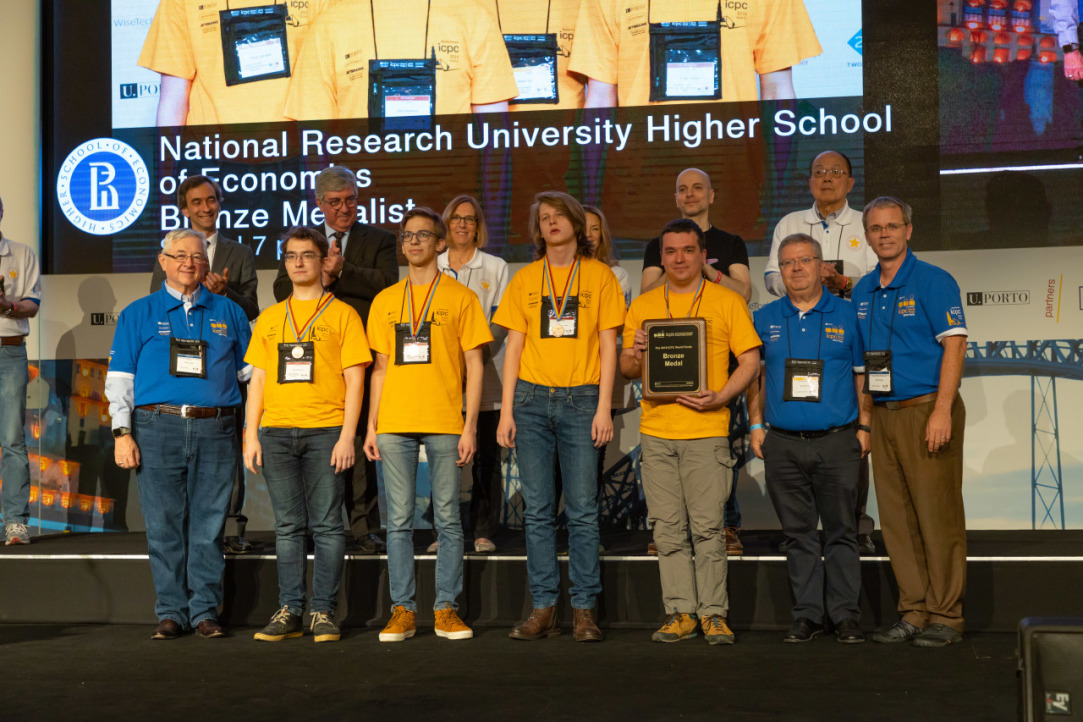
Команда ФКН на олимпиаде ICPC World Finals 2019.

### Образовательная
В настоящее время на ФКН обучается более 3 500 студентов. Средний балл ЕГЭ у поступивших на бюджетные места в бакалавриат в 2020 году — 93,8, на коммерческие — 87,5.
Образовательная программа факультета компьютерных наук была сформирована с учётом опыта Стэнфордского университета, Федеральной политехнической школы Лозанны и Школы анализа данных Яндекса. В основе программы — изучение машинного обучения, распределённых систем, больших данных и других направлений компьютерных наук. Среди преподавателей ФКН — сотрудники Яндекса, 1С, Сбера, МТС, Т-Банка, институтов РАН.
На ФКН для студентов доступны 13 собственных и партнерских стипендий, в том числе стипендия Яндекса (ранее — имени Ильи Сегаловича, сооснователя Яндекса).
Студенты ФКН регулярно занимают призовые места на предметных олимпиадах, таких как Международная студенческая олимпиада по программированию (ICPC) и Международная олимпиада студентов по математике (IMC). В 2022 году команды студентов ФКН завоевали первое и второе место на полуфинале ICPC. Весной 2024 года состоялось сразу два финала Международной студенческой олимпиады по программированию (ICPC). Команды факультета компьютерных наук стали чемпионами мира в 47-м финале ICPC и получили золотые медали в 46-м финале. За все время участия в финалах олимпиады ICPC команды ФКН ВШЭ заработали 4 бронзовые (2014, 2019, 2020, 2021) и 2 золотые награды (2022, 2023). На IMC 2022 года один студент ФКН получил первое место с отличием, шесть студентов — первое место и один студент — второе место.

#### Бакалавриат
- Дизайн и разработка информационных продуктов (совместно с Т-Банком);
- Прикладная математика и информатика;
- Программная инженерия;
- Прикладной анализ данных;
- Компьютерные науки и анализ данных (дистанционная программа);
- Экономика и анализ данных.

#### Магистратура
- Анализ данных в биологии и медицине;
- Анализ данных в девелопменте (совместно с Самолетом);
- Аналитика больших данных (онлайн, совместно с Karpov.Courses);
- Инженерия данных (онлайн, совместно с Нетологией);
- Искусственный интеллект (дистанционная программа);
- Искусственный интеллект в маркетинге и управлении продуктом (онлайн, совместно с Яндексом);
- Исследования и предпринимательство в искусственном интеллекте (совместно с МТС);
- Математика машинного обучения (совместно со Сколтехом);
- Науки о данных (совместно с Яндексом);
- Продуктовый подход и аналитика данных в HR-менеджменте (совместно с Альфа-Банком);
- Системная и программная инженерия;
- Системное программирование (совместно с ИСП РАН);
- Современные компьютерные науки;
- Магистр по наукам о данных (англоязычная онлайн-программа);
- Финансовые технологии и анализ данных (совместно со Сбером).

### Научная
Сотрудники факультета занимаются исследованиями в различных областях компьютерных наук, фундаментальной и прикладной математики, таких как теоретическая информатика, алгоритмы обработки больших данных, методы оптимизации, машинное обучение, компьютерное зрение, программная инженерия, биоинформатика. Результаты исследований, проведенных на факультете, опубликованы в ведущих международных журналах и представлены на крупнейших конференциях (например, NeurIPS).
Исследовательская работа на факультете поддерживается грантами Российского научного фонда и советом по грантам при Президенте РФ.
Факультет регулярно участвует в организации конференций, семинаров, школ и других мероприятий в области компьютерных наук, в числе которых — Международный симпозиум по компьютерным наукам, международные конференции Analysis of Images, Social Networks and Texts, Modeling and Analysis of Complex Systems and Processes, Computer Simulations in Physics and beyond, Национальная конференция по искусственному интеллекту, Международная Ершовская конференция по информатике, школы Machine Learning in High Energy Physics (совместно со Школой анализа данных Яндекса и Федеральной политехнической школой Лозанны), Machine Learning in Bioinformatics, Приложения топологии и геометрии, Московская международная школа по физике.
- Центр глубинного обучения и байесовских методов;
- Центр искусственного интеллекта НИУ ВШЭ;
- Международная лаборатория интеллектуальных систем и структурного анализа;
- Международная лаборатория теоретической информатики;
- Международная лаборатория стохастический алгоритмов и анализа многомерных данных;
- Международная лаборатория алгебраической топологии и ее приложений;
- Международная лаборатория биоинформатики;
- Международная лаборатория статистической и вычислительной геномики;
- Лаборатория компании «Яндекс»;
- Лаборатория методов анализа больших данных;
- Лаборатория моделирования и управления сложными системами;
- Лаборатория моделей и методов вычислительной прагматики;
- Лаборатория процессно-ориентированных информационных систем;
- Лаборатория искусственного интеллекта для вычислительной биологии;
- Лаборатория облачных и мобильных технологий;
- Лаборатория матричных и тензорных методов в машинном обучении;
- Лаборатория алгебраических групп преобразований [13].

## Рейтинги
Основные направления работы ФКН связаны с информатикой, математикой и физикой, и напрямую влияют на положение НИУ ВШЭ в международных рейтингах. Положение НИУ ВШЭ в международных рейтингах на 2022 год:
| Рейтинг Quacquarelli Symonds (QS) | Рейтинг Times Higher Education (THE) | Рейтинг Academic Ranking of World Universities (ARWU) | Рейтинг U.S. News & World Report Education | Рейтинг публикационной активности российских университетов медиахолдинга Эксперт |
| --------------------------------- | ------------------------------------ | ----------------------------------------------------- | ------------------------------------------ | -------------------------------------------------------------------------------- |
| топ-200 по компьютерным наукам    | топ-500 по компьютерным наукам       |                                                       |                                            | 5–6 место по компьютерным наукам                                                 |
| 72 место по математике            | топ-500 по физическим наукам         | 76–100 место по математике                            | 85 место по математике                     | 2–3 место по математике                                                          |